# Guerrero (Coahuila)
Guerrero è una municipalità del Messico, situata nello stato di Coahuila, il cui capoluogo è la località omonima.